# جيم فوتو
برنامج جيم فوتو (بالإنجليزية: GimPhoto)‏ هو برنامج معدل من البرنامج المفتوح المصدر جيمب (GIMP) لتحرير الصور بحيث يكون مشابها لبرنامج أدوبي فوتوشوب.

## مكونات
ويتكون من طرفين:
1- GimPad (والذي يتم تشغيل البرنامج الأساسي من خلاله)
خصائصه وميزاته:
- دمج كامل للنوافذ المتعددة.
- تشغيل آلي لـ GimPhoto.
- فوق النوافذ الأخرى افتراضا.
- توسيط آلي لمربعات الحوار.
- منع الللوحات من الخروج عن شاشة البرنامج.
- أداة تغيير مظهر البرنامج (هيئات جتك).
- استخدام قليل للذاكرة.

2- GimPhoto (البرنامج الأساسي)
خصائصه وميزاته:
- مبني على جيمب 2.4.3
- تصميم جدبد للقوائم مشابه لفوتوشوب.
- أداء أسرع للقوائم.
- صندوق أدوات كبير.
- واجهة مشابهة لفيستا الرمادي.
- يأتي مع ما يزيد عن 20 إضافة (Plugins).
- بالإضافة إلى كم كبير من الفرش والتدرجات الجديدة.

إذا GimPhoto + GimPad = بديلا مجانيًا لبرنامج فوتوشوب Photoshop

## ميزات البرنامج
- مظهر واجهة البرنامج بالمقارنة مع جيمب:

يعتمد البرنامج على واجهة محسنة بمظهر جميل (Clearlooks) لمكتبة +جتك+
- جيم فوتو يستخدم المصطلحات الأصلية لبرنامج جيمب:

جيم فوتو (GimPhoto) لم يُغيّر من مصطلحات برنامج برنامج جنو لمعالجة الصور الأصلية وإنما كان التغيير في بنية وترتيب القوائم فحسب، لتكون حسب ترتيب الأوامر في برنامج أدوبي فوتوشوب (قدرَ الإمكان).
مما يعني قابلية العمل والاستفادة من دروس برنامج جنو لمعالجة الصور ودروس أدوبي فوتوشوب في آن واحد !
- قائمة الزر الأيمن تحوي إضافات جديدة لأكثر الأدوات استعمالا.

## إضافات أخرى
- تضمّن جيم فوتو بعض الخصائص المفقودة في جيمب على شكل إضافات (برنامج مساعد) منها:
- إضافة Save for Web والذي يستخدم لحفظ الصور بضغط وصيغ ملفات مناسبة لشبكة الوب.
- إضافة Batch Process
- إضافة فارز ألوان الطباعة CMYK Separation
- إضافة Layer Style
- دعم إضافات فوتوشوب بصيغة (8bf) بواسطة PSPI plugin
- كما يتضمن مجموعة فرش جديدة وكذلك مجموعة كبيرة من التدرجات، والتي سوف يتم زيادتها في المستقبل بإذن الله.
- مجموعة معدلة من الفرش الافتراضية لزيادة فعالية الاستخدام.
- مجموعة معدلة من التدرجات الافتراضية المختارة.
- تدرجات إضافية للوب 2 (ويب 2.0)

وذلك لعمل أزرار أو رموز أو تصاميم متوافقة مع بساطة وجمالية مواقع وب 2.
وهي من موقع Deziner Folio وهي مخصصة في الأصل لبرنامج فوتوشوب، ثم حُوّلت إلى إضافة لجيمب عن طريق موقع دروس جيمب.

## وصلات خارجية
- الموقع الرسمي